# José María de Bassoco
José María Bassoco de los Heros o Basoco (Madrid, España, 9 de febrero de 1795 - Ciudad de México, 18 de noviembre de 1877) fue miembro fundador y primer director de la Academia Mexicana de la Lengua.

## Semblanza biográfica
Realizó sus primeros estudios en su ciudad natal La Villa y Corte. Posteriormente se trasladó a Guipúzcoa para ingresar al Real Seminario de Vergara, durante esa época dio inicio la invasión napoleónica de España. Ante estos acontecimientos su familia lo envió a Nueva España en 1810, poco después de iniciada la guerra de Independencia de México. 
En 1811, el rey Fernando VII creó los títulos nobiliarios de Bassoco, Casa de Ágreda y Heras-Soto, el primero correspondió a su tío Antonio de Bassoco y Castañiza. Por tal motivo, formó parte de las mejores familias españolas residentes en Nueva España. Fue llamado a enlistarse en el ejército virreinal como alférez para combatir a los independentistas, poco después, fue ascendido a teniente primero. En 1814, al morir su tío, heredó su fortuna y más tarde su título nobiliario. 
Consolidada la independencia de México, se dedicó al estudio y al ejercicio de la agricultura. De forma autodidacta, estudió lenguas muertas, a los clásicos latinos, a los autores del Siglo de Oro, y la gramática de la lengua española. Concurrió a la tertulia literaria de José Gómez de la Cortina coincidiendo con José Joaquín Pesado y Andrés Quintana Roo. Colaboró para los periódicos El Siglo XIX, El Heraldo y Sociedad.
Fue designado miembro correspondiente de la Real Academia Española. Presidió las sesiones preparatoria e inaugural de la Academia Mexicana de la Lengua del 13 de abril al 11 de septiembre de 1875. El 25 de septiembre del mismo año, se formó la primera Mesa Directiva, ocupó la silla I, y fue director de 1875 hasta su muerte, la cual ocurrió en la Ciudad de México el 18 de noviembre de 1877.

## Obras publicadas
- "Biografía necrológica de don Lucas Alamán", en el Diccionario universal de historia y geografía de Manuel Orozco y Berra, de 1853 a 1855.
- La Convención Española, refutación al opúsculo homónimo de Manuel Payno, en 1857.
- Apuntes sobre la Convención Española formados en 1859 y 1868, en 1869.
- Puntos de sintáxix castellana, coautor en 1871.